# Telchinia encedana
Telchinia encedana is een vlinder uit de familie van de Nymphalidae. De wetenschappelijke naam van de soort is voor het eerst gepubliceerd in 1976 door Jacques Pierre.

## Verspreiding
De soort komt voor in Senegal, Gambia, Burkina Faso, Guinee, Sierra Leone, Liberia, Ivoorkust, Ghana, Benin, Nigeria, Kameroen, Soedan, Ethiopië, Congo-Kinshasa, Oeganda, Kenia, Rwanda, Burundi, Tanzania, Angola en Zambia.

## Waardplanten
De rups leeft op Pleurolobus salicifolius (Poir.) H.Ohashi & K.Ohashi (Fabaceae).